# سید محمد نور قنبرزهی گرگیج
سید محمد نور قنبرزهی گرگیج روستایی در دهستان دومک بخش نصرت‌آباد شهرستان زاهدان استان سیستان و بلوچستان ایران است.

## جمعیت
بر پایه سرشماری عمومی نفوس و مسکن در سال ۱۳۹۵ جمعیت این روستا ۲۴ نفر (۷خانوار) بوده‌است.